# Sistema CBTC
Un sistema CBTC (por sus siglas del inglés Communications-Based Train Control), en español sistema de Control de Trenes Basado en Comunicaciones, es un sistema de control y señalización ferroviaria que hace uso de comunicaciones bidireccionales entre el equipamiento del tren y el equipamiento en la vía para gestionar el tráfico. De esta forma, la posición exacta de un tren en una línea es conocida con mayor precisión que en los sistemas de control tradicionales y, con ello, dicha gestión del tráfico ferroviario se lleva a cabo de una forma más eficiente y segura.
Formalmente, podríamos definir un sistema CBTC como un "sistema de control automático y continuo del tren, que utiliza determinación en alta resolución de la ubicación de un tren independiente de circuitos de vía; que está basado en la comunicación continua y de alta capacidad de datos entre el tren y la vía; y con procesadores tanto en el tren como en la vía capaces de implementar funcionalidades de protección (Automatic Train Protection, ATP), y opcionalmente funcionalidades de control (Automatic Train Operation, ATO) y supervisión (Automatic Train Supervision, ATS), tal y como se especifica en el estándar IEEE 1474. Al conjunto de ATP, ATO y ATS se le llama comúnmente ATC (Automatic Train Control).

## Antecedentes
A medida que las ciudades y su población crecen y a la par que aumenta el uso de los sistemas de transporte metropolitanos, los sistemas de control ferroviario tienen que adaptarse a una demanda creciente de servicios cada vez más rápidos y más eficientes. Para responder a esta situación, los operadores buscan la optimización de la capacidad de transporte en las líneas que gestionan así como el control de sus costes de explotación. 
Aumentar la capacidad de transporte, reduciendo los intervalos entre trenes en las líneas ferroviarias se ha convertido, por tanto, en el principal objetivo de los sistemas CBTC. Mediante este tipo de sistemas de señalización se consigue reducir al mínimo, pero siempre garantizando la seguridad de la circulación, la distancia que separa los trenes entre sí mientras operan.
Los sistemas tradicionales de control se han basado históricamente en la detección de la presencia de un tren en una sección discreta de la vía (denominada cantón ferroviario). Cada cantón es protegido por señales que impiden la entrada de otros trenes cuando dicho cantón se encuentra "ocupado" por otro tren. Dado que cada cantón es fijo una vez construida la infraestructura, estos sistemas se conocen como sistemas de cantón fijo o bloqueo fijo.
Al contrario que ocurre con los sistemas de cantón fijo, la zona protegida en torno a cada tren en los sistemas CBTC modernos no está definida de forma estática por la infraestructura (excepto en los sistemas de cantón virtual, con apariencia operativa de cantón móvil pero limitados por la existencia de cantones fijos). Estos sistemas son conocidos como sistemas de cantón móvil o bloqueo móvil y en ellos los trenes actualizan continuamente su posición exacta y la transmiten a los equipos de campo mediante un sistema de comunicación bidireccional vía radio.

## Origen
Con la llegada de las comunicaciones digitales por radio a principios de los 90, el mundo de la señalización ferroviaria a ambos lados del atlántico comenzó a experimentar empleando la radio como una forma viable de comunicación entre el tren y el equipamiento de vía. Esto se debía principalmente a su mayor ancho de banda y a su potencial eficiencia en costes, más reducidos que el de la solución existente en aquel momento mediante lazos inductivos. De esta manera empezó la evolución hacia los ahora conocidos como sistemas CBTC vía radio.

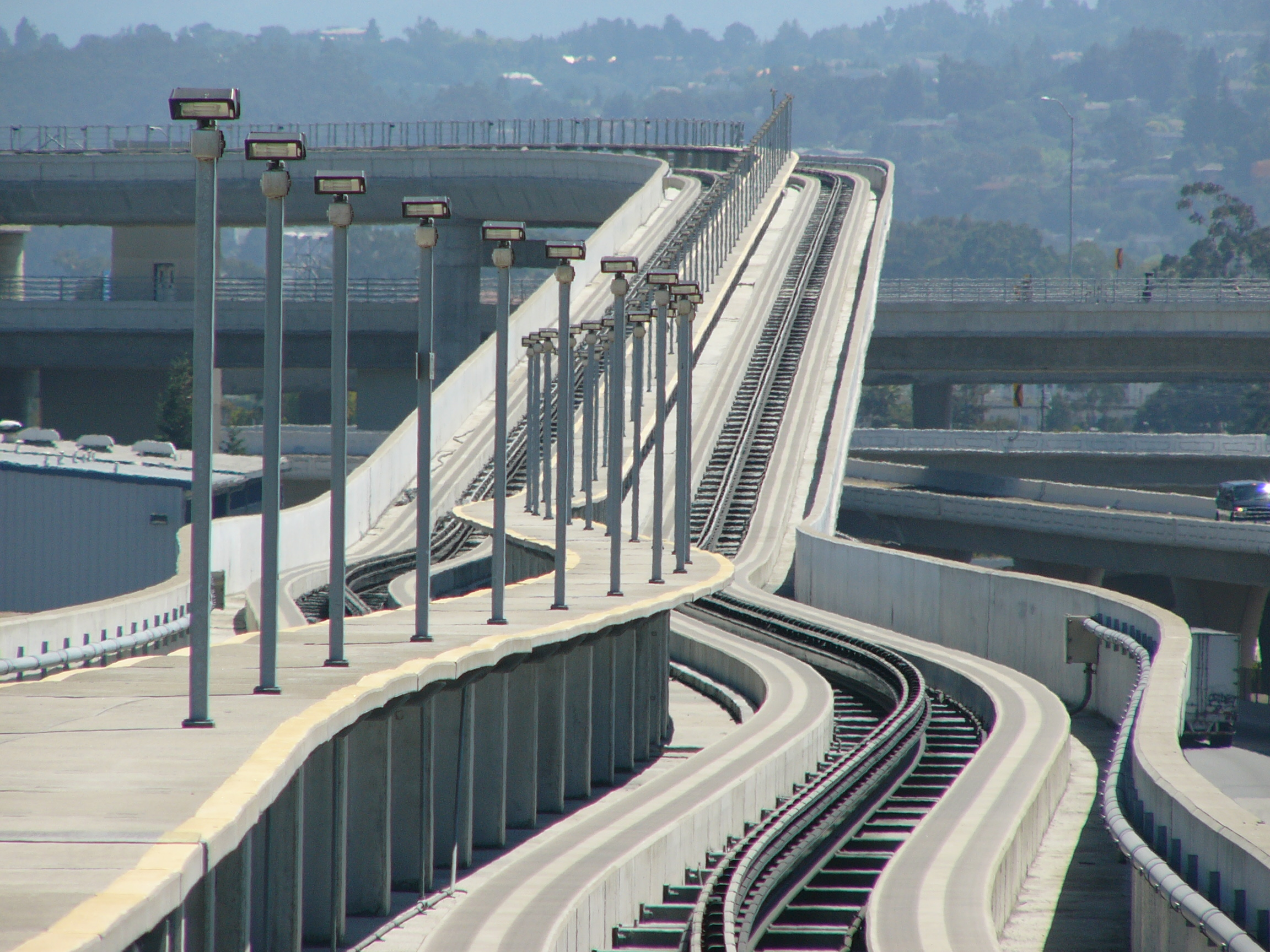
Infraestructura del SFO AirTrain, equipada con un sistema CBTC en el aeropuerto de San Francisco

Como resultado, Bombardier inauguró a principios de 2003 el primer sistema CBTC basado en radio del mundo en el Automated People Mover (APM) del Aeropuerto Internacional de San Francisco. Unos meses más tarde, a mediados del mismo año, fue Alstom quien introdujo su primer sistema CBTC basado en comunicación vía radio en la North East MRT Line de Singapur.
Los sistemas CBTC modernos basados en radio tienen su más cercano antepasado en los sistemas basados en transmisión y desarrollados por Alcatel SEL (hoy Thales) para los Bombardier Advanced Rapid Transit de Bombardier en Canadá a mediados de los 80. Este tipo de tecnología, dada a conocer también como TBTC (Transmission-Based Train Control), hacía uso de determinadas técnicas de transmisión de datos por lazos inductivos, operando en el rango de frecuencias de 30 a 60 kHz, para establecer la comunicación entre los trenes y el equipamiento de vía. Esta tecnología convenció a muchos operadores de Metro y fue, por aquella época, ampliamente extendida a pesar de algunos problemas de compatibilidad electromagnética y del alto coste de instalación y mantenimiento de los lazos de transmisión.
Por simplicidad, y teniendo en cuenta las últimas tendencias y los requisitos que en la actualidad piden los operadores de metro a los sistemas CBTC, aquí únicamente se tratan sistemas CBTC con comunicación vía radio y basados en el principio de cantón móvil (sea este cantón móvil puro o cantón virtual). De la misma forma no todos los sistemas basados en comunicación vía radio pueden ser considerados como sistemas CBTC (principalmente por su dependencia de métodos tradicionales de detección del tren), y así se ha tenido en cuenta también en este artículo.
Sin embargo es también cierto que, en sus comienzos, el sistema de comunicación vía radio conllevó también algunos problemas debido sobre todo a aspectos relacionados con la compatibilidad e interoperabilidad, tal y como muestran antiguas noticias de aquella época. La fiabilidad de esta tecnología de comunicación es clave a la hora de poner en marcha un sistema CBTC, y la tecnología en su aplicación ferroviaria ha tardado en madurar creando varios inconvenientes durante la implantación y también incluso durante la operación comercial en algunos entornos. De hecho, aún se continua avanzado y la fiabilidad en los sistemas de comunicación vía radio ha mejorado considerablemente desde entonces, a la par que los costes se siguen optimizando.

## Características de los sistemas CBTC modernos

### Concepto de CBTC y cantón móvil
Este tipo de sistemas se emplea fundamentalmente en líneas de metro (ligero o pesado) o APM, pero se puede implantar incluso en líneas de cercanías. Podíamos decir que su equivalente en ferrocarriles de largo recorrido sería el Nivel 3 de la normativa ERTMS, que no ha sido aún llevado a la práctica.
En los sistemas CBTC modernos son los trenes los que comunican su estado (vía radio) a los dispositivos distribuidos a lo largo de la vía (conocido como equipamiento de vía). Este estado incluye, entre otros, parámetros como su posición exacta, velocidad, sentido de marcha o distancia de frenado. Esto permite, por tanto, calcular la zona potencialmente ocupada por el tren durante su marcha. Con esta información, el equipamiento de vía puede calcular los puntos que no deben ser sobrepasados por los trenes que circulen por la misma vía. Estos puntos son entonces comunicados para que los trenes ajusten de forma automática y continua su velocidad, a la vez que circulan con total seguridad. Es decir, los trenes reciben constantemente información de su distancia respecto al tren precedente y pueden ajustar su distancia de seguridad en consecuencia.

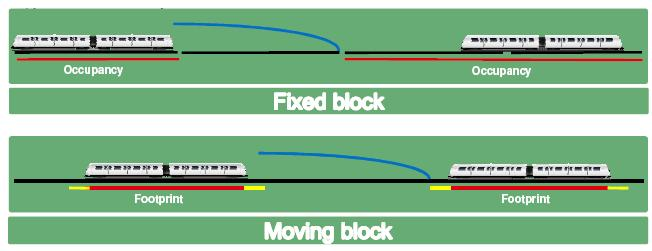
Distancia de seguridad entre trenes en sistemas de cantón fijo y sistemas de cantón móvil

En el primero de los diagramas se aprecia que, para el sistema de señalización, la ocupación del primer tren incluye por completo aquellos cantones sobre los que se encuentra (Occupancy). Esto es debido a que es imposible para el sistema conocer con precisión en qué parte exacta de los cantones ocupados se encuentra realmente el vehículo. El sistema permitirá al segundo tren moverse únicamente hasta la frontera del último cantón libre (la curva de frenado aparece en azul).
En el sistema de cantón móvil, la posición del tren en la línea y su curva de frenado que varía con su velocidad es calculada de forma continua por éste y transmitida al equipamiento de vía. De esta forma, dicho equipamiento de vía puede establecer una autoridad de movimiento (es decir, una zona protegida para el paso del tren), o MA por las siglas del inglés Movement Authority que, en este ejemplo, alcanza la cola del tren precedente. 
Es importante destacar que la ocupación calculada para los trenes en este tipo de sistemas debe incorporar un margen de seguridad (que se muestra en la figura en amarillo), y que se incluye a su vez en la “huella” del tren en la vía (footprint). Dicho margen de seguridad es dependiente de la precisión de medida de los dispositivos del tren (sistema de odometría). 
Los sistemas CBTC de cantón móvil permiten, por tanto, reducir la distancia de seguridad a respetar entre trenes consecutivos. Esta varía de forma continua con la posición actualizada de los trenes y con su velocidad de circulación, garantizando al mismo tiempo la seguridad en la misma. De este modo se consigue reducir el intervalo de tiempo entre trenes consecutivos (headway) y, en consecuencia, aumentar la capacidad de transporte.

### Grado de automatización
Los sistemas CBTC modernos permiten diferentes grados de automatización (Grade of Automation, GoA), según se define en la norma IEC 62290-1. De hecho, CBTC no es necesariamente sinónimo de “tren automático o sin conductor”, aunque suele considerarse una tecnología básica para este objetivo.
Los grados de automatización posibles permiten desde un modo de operación manual con protección, hasta el modo de operación completamente automático. Siendo los niveles siguiente
- GoA 0 (empleado como modo de emergencia,mas habitual en formaciones ferroviarias con cabina de conduccion y en el cual el conductor debe tomar todas las decisiones cruciales e interpretacion de señales para un completo manejo de la formacion.),
- GoA 1 (empleado habitualmente como modo degradado.o bien como una parte importante para hacer que los pasajeros se sientan mas seguros al tener a un agente abordo,esto por que aqui es donde el conductor aun maneja un papel importante en la aceleracion,frenado y apertura de puertas de la formacion per se,pero si este ignora una señal de parada en via con semaforo en rojo o alguna orden desde un puesto de control central el sistema puede reaccionar deteniendo la formacion aun sin precisar la orden de frenado del conductor. esto en pro de mejorar la seguridad y reducir la incidencia de accidentes ferroviarios que han ocurrido por excesos de velocidad,nula actuacion del conductor por trenes en mal estado o interpretacion confusa de señales)
- GoA 2 (Semi-automated Train Operation, STO,Aun con presencia de un conductor,sin embargo,aqui ya toma un papel de apertura y cierre de puertas asi como activar la aceleracion de la formacion para que esta responda a los canones que indiquen las señales y los bloques de radiofrecuencia de los equipos abordo,asimismo como catalizador y apoyo durante alguna emergencia que se pueda suscitar.)
- GoA 3 (Driverless Train Operation, DTO).[8] Este último opera sin conductor en cabina pero con la presencia de un asistente a bordo del tren para hacer frente a situaciones degradadas y guiar a los pasajeros en emergencias.[8]
- GoA 4 (Unattended Train Operation, UTO,aqui es un modo completamente automatico sin intervencion humana de por medio dentro de la formacion,es decir sin siquiera tener un conductor de facto o bien alguna clase de personal de tren que pueda hacer frente a algunas situaciones.).

Asimismo,todos estos tipos de control automatico, ya sean semi-manuales o mixtos, pasando por otros posibles modos de conducción,son los que puede manejar el CBTC sin problema alguno(como se menciono anteriormente,es la base para que pueda hacerse una transicion a sistema completamente automatico sin intervencion humana dentro de la formacion),sin embargo debemos recordar que a mayor nivel de automatización, mayores niveles de seguridad, funcionalidad y rendimiento se hacen necesarios.

### Principales usos

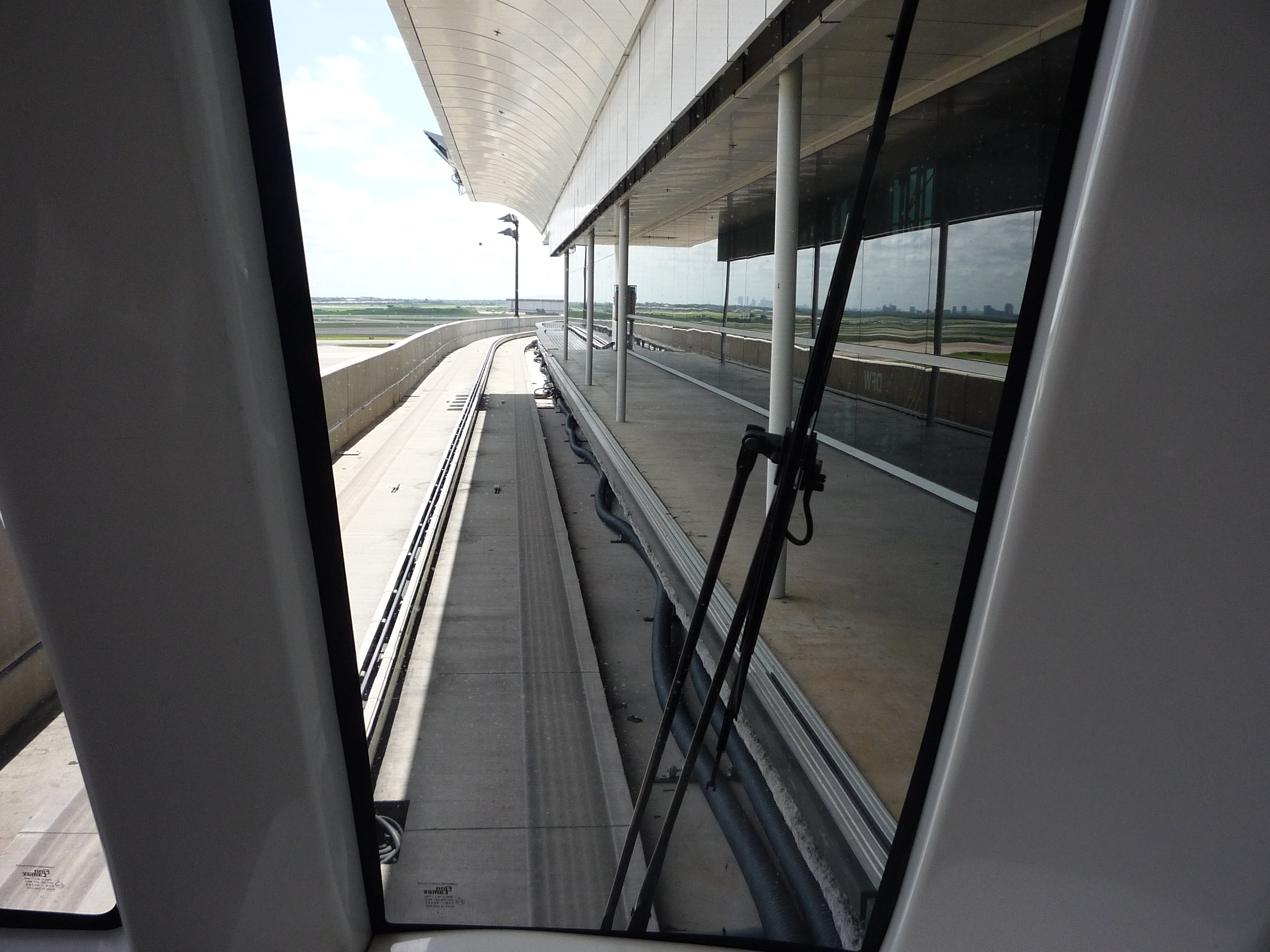
APM sin conductor (driverless) equipado con CBTC basado en radio en el aeropuerto de Dallas-Fort Worth

Por sus características, los sistemas CBTC permiten optimizar el uso de la infraestructura ferroviaria y alcanzar una alta capacidad de transporte y un bajo intervalo de tiempo entre trenes, a la vez que los hacen compatibles con una operación segura. Su empleo es factible tanto en nuevas líneas de metro de alta demanda como superpuesto en líneas ya existentes con objeto de mejorar su capacidad de transporte.
En el caso de líneas ya existentes la situación es significativamente más sensible. Esto es principalmente debido al reto que supone no interrumpir la operación comercial durante la implantación. Con todo, ya existen casos de implantación de sistemas CBTC basados en comunicación vía radio y principio de cantón móvil sobre una línea existente sin haber causado afección al pasajero o interrupción del tráfico. Esto incluye la instalación de equipos tanto en vía como en el material rodante, ya sea este último igualmente existente o nuevo.

### Ventajas y beneficios
La evolución en diversos campos de la tecnología así como la experiencia obtenida durante los últimos 30 años en la operación ferroviaria convierten a los sistemas CBTC modernos en más fiables, haciéndolos por tanto mucho menos propensos al fallo que los sistemas tradicionales. Normalmente, los sistemas CBTC necesitan de menos material instalado en la vía a la vez que sus herramientas de diagnóstico y monitorización son más avanzadas, haciéndolos por tanto más fáciles de implantar y, lo que es más importante, menos costosos de mantener.
Además, a medida que los sistemas CBTC se desarrollan y van haciendo cada vez mayor uso de las últimas tecnologías y componentes, son capaces de ofrecer arquitecturas más simples y compactas. Un claro ejemplo es la alta disponibilidad que ofrecen estos sistemas, consiguiendo así que determinados fallos no afecten en absoluto a la operación.
Por otro lado, los sistemas de señalización CBTC ofrecen una alta flexibilidad en lo que a términos operacionales se refiere, permitiendo a los operadores responder a las demandas de tráfico específicas de cada ciudad de una forma cómoda y eficiente. En realidad, la operación automática puede conseguir una mejora significativa en términos de capacidad de transporte comparada con los sistemas de conducción manual tradicionales.
Adicionalmente cabe mencionar que, dada su naturaleza, resultan más eficientes energéticamente que los sistemas tradicionales de control de tráfico ferroviario. Para ello se incorporan de forma habitual nuevas funcionalidades, como el uso de diferentes estrategias automáticas de conducción o la mejor adaptación de la oferta de transporte a la demanda de viajeros, las cuales permiten significativos ahorros energéticos. 

## Arquitectura

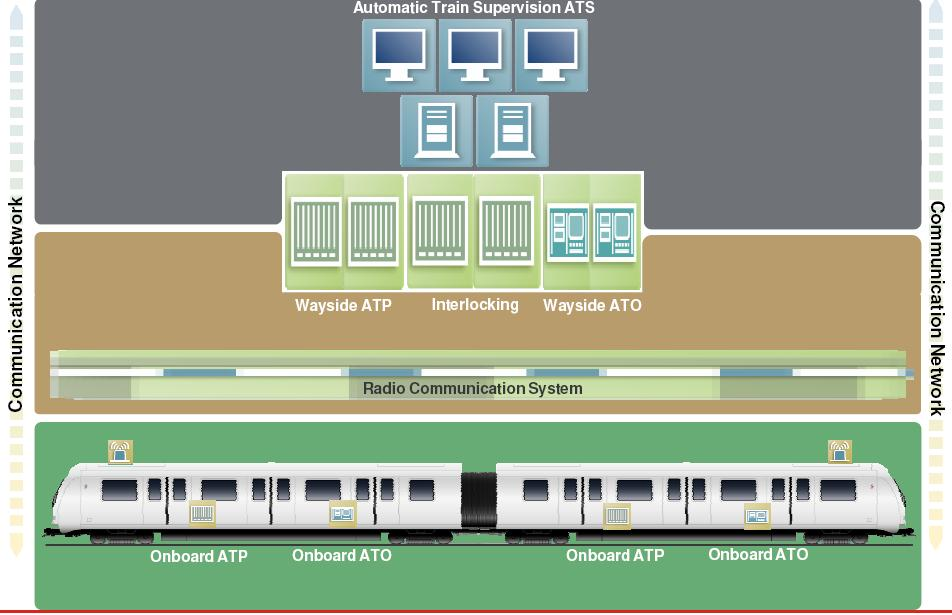
Arquitectura típica de un sistema CBTC basado en radio. La solución técnica a emplear puede variar de un proveedor a otro.

La arquitectura típica de un sistema CBTC moderno incluye los siguientes subsistemas fundamentales:

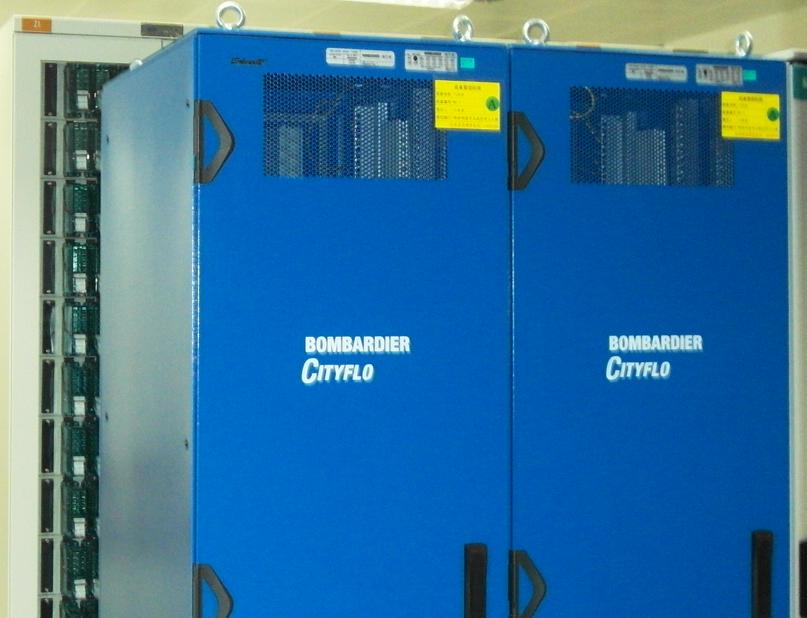
Equipamiento de vía en un sistema CBTC

1. Equipamiento de vía, que incluye a su vez el sistema de enclavamiento y los Controladores de Zona en las que se puede dividir una línea o red (y que normalmente incluyen las funcionalidades ATP y ATO de vía). Dependiendo de la solución técnica de cada proveedor, la arquitectura puede ser centralizada o distribuida. El control del sistema se realiza desde un puesto de mando central ATS y, en ocasiones, se pueden incluir también equipos de control local distribuidos como modo de respaldo.
2. Equipamiento CBTC embarcado, que integra las funcionalidades ATP y ATO.
3. Comunicación Tren-Vía, basado en la actualidad en sistemas de comunicaciones vía radio.

Aunque depende de la solución técnica de cada proveedor, de forma lógica se pueden distinguir los siguientes componentes principales dentro de la arquitectura típica de un sistema CBTC:
- Sistema ATP embarcado. Es el encargado de controlar en todo momento la velocidad del tren para mantenerla dentro de un perfil de operación seguro, forzando la aplicación del freno en caso necesario. En los sistemas CBTC se encarga también de la comunicación con el sistema ATP de vía para la transmisión de los datos del tren (como velocidad y distancia de frenado) y recepción de sus límites de alcance (o puntos de parada), calculados por la infraestructura para que la operación sea segura.

- Sistema ATO embarcado. Se encarga de controlar automáticamente la petición del esfuerzo de tracción o frenado del tren con objeto de regular su velocidad por debajo del límite fijado por el sistema ATP. Su cometido fundamental es facilitar la tarea del conductor o asistente (u operar sin conductor en el caso que se requiera) asegurando los objetivos de regulación del tráfico y el confort del pasajero. Permite además escoger diferentes estrategias de marcha para, por ejemplo, reducir al mínimo el tiempo de trayecto o incluso reducir el consumo de energía.

- Sistema ATP de vía. Este sistema gestiona las comunicaciones con todos los trenes en su área de influencia. Además calcula los puntos de parada que no debe sobrepasar cada tren que circula por dicho área. Su cometido es por tanto fundamental para garantizar la seguridad de la circulación.

- Sistema ATO de vía. Es el encargado de controlar el destino y la regulación de la operación de los trenes. Indica a cada tren su próximo destino o estación, y puede informarle de la duración de la parada. Igualmente proporciona otras funciones auxiliares, y no relacionadas con la seguridad, como órdenes de parada o salto de estación, o la gestión de alarmas y eventos.

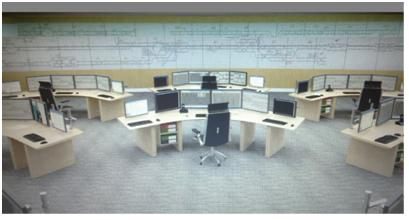
Ilustración de un centro de control con sistema ATS

- Sistema de Comunicaciones. Siendo un sistema basado en la comunicación bidireccional de datos entre los trenes y los equipos de vía, los sistemas CBTC modernos integran normalmente una red de radio digital mediante antenas (line-of-sight propagation) o cable radiante (leaky feeder). Es habitual el uso de la banda libre de 2,4 GHz (la misma empleada por los sistemas WiFi) aunque otras frecuencias libres como 900 MHz (USA) o 5,8 GHz, así como frecuencias sujetas a licencia, podrían ser empleadas igualmente.
- Sistema ATS. El ATS tiene como principal función la de gestionar el tráfico ferroviario de acuerdo con los criterios de regulación específicos en cada sistema. Este subsistema ejerce de principal interfaz del operador con el sistema de señalización CBTC, gestionando, entre otros, la interfaz para el enrutamiento de trenes, la regulación de horarios, las alarmas y eventos, o la relación del sistema CBTC con aplicaciones externas.

- Sistema de Enclavamiento. Cuando es requerido como un subsistema independiente (entre otros casos, por ejemplo por la necesidad de un enclavamiento como sistema de respaldo en caso de fallo del sistema CBTC), se encarga (de forma vital) del control de los objetos de campo como las agujas, señales y otras funcionalidades relacionadas. En redes de menor complejidad, aunque existente, la funcionalidad de enclavamiento se puede integrar directamente dentro del sistema ATP de vía.

## Aplicaciones y proyectos
Son cada vez más las aplicaciones de sistemas CBTC que se implementan (y se están implementando) alrededor del mundo, tal y como se muestra en la figura (con fecha de junio de 2011). Estas van desde implantaciones de pequeño tamaño y funcionalidad y con un número limitado de vehículos (como es el caso de los APM en los aeropuertos de San Francisco y Washington), hasta complejos sistemas superpuestos sin afectar al servicio en metros pesados existentes que transportan cientos de miles de pasajeros al día en más de 100 trenes (como las líneas 1, 6 y 7b (Metroeste) de Metro de Madrid, algunas líneas del Metro de París, las 4 líneas del Sub Surface Railway -SSR- en el Metro de Londres). o las líneas D,  C y H del Subte de Buenos Aires, entrante en estas nuevas tecnologías.

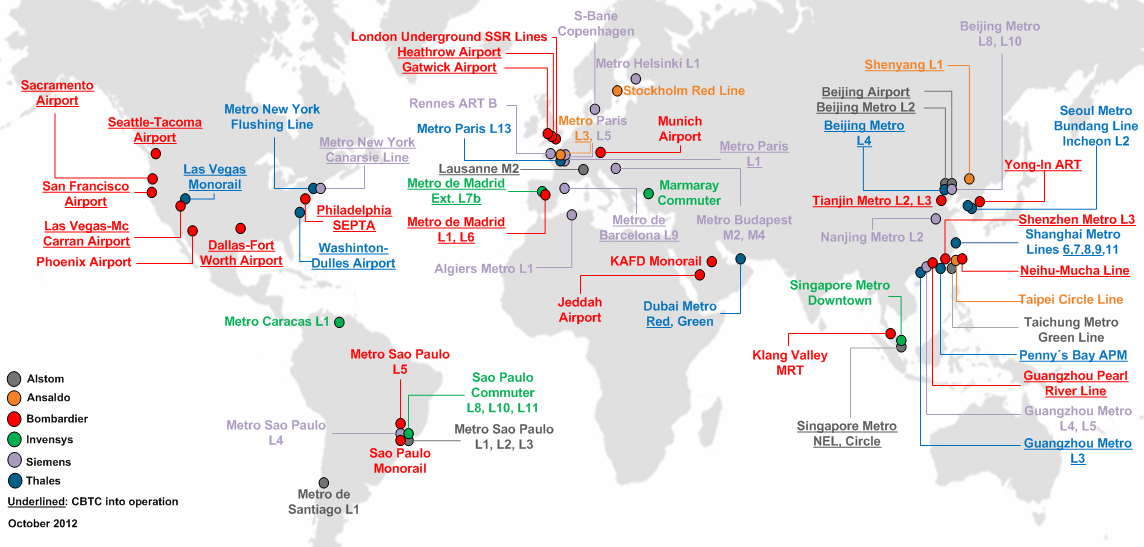
Proyectos CBTC vía radio basados en cantón móvil en el mundo, clasificados por colores en función del proveedor y subrayados aquellos en operación comercial CBTC

El tratar de resumir y referenciar todos estos casos es sin duda una ardua tarea. Sin embargo, la tabla pretende listar todos aquellos sistemas CBTC tanto en operación comercial como siendo actualmente desarrollados alrededor del mundo. En la tabla se intenta mostrar además en nivel de automatización y si el sistema CBTC fue o está siendo superpuesto sobre un sistema de señalización tradicional existente (Brownfield) o, por el contrario, implantado sobre una línea de nueva construcción (Greenfield).
A la vista de esta tabla, debemos también tener en cuenta que la tecnología basada en transmisión por lazos inductivos mencionada anteriormente (y referida en este artículo como TBTC) es cada vez menos empleada en la actualidad y poco a poco tiende a caer en desuso. Esta es la razón por la que, facilitando la comprensión del lector, aquí se muestran únicamente aquellos proyectos CBTC que hacen uso de las comunicaciones vía radio y se basan en el principio de cantón móvil.
| Lugar                                  | Línea/Sistema                                                 | Proveedor             | Solución                      | Puesta en servicio | Km   | Núm de trenes | Comentarios                    |
| -------------------------------------- | ------------------------------------------------------------- | --------------------- | ----------------------------- | ------------------ | ---- | ------------- | ------------------------------ |
| San Francisco Airport                  | AirTrain APM                                                  | BOMBARDIER            | CITYFLO 650                   | 2003               | 5    | 38            | Greenfield, UTO                |
| Metro de Singapur                      | North-East Line                                               | ALSTOM                | Urbalis                       | 2003               | 20   | 40            | Greenfield, UTO                |
| Aeropuerto de Seattle-Tacoma           | Satellite Transit System APM                                  | BOMBARDIER            | CITYFLO 650                   | 2003               | 3    | 22            | Brownfield, UTO                |
| Las Vegas                              | Monorail                                                      | THALES                | SelTrac RF                    | 2004               | 6    | 36            | Greenfield, UTO                |
| Metro de Wuhan                         | 1                                                             | THALES                | SelTrac                       | 2004               | 27   | 32            |                                |
| Dallas-Fortworth Airport               | DFW Skylink APM                                               | BOMBARDIER            | CITYFLO 650                   | 2005               | 10   | 64            | Greenfield, UTO                |
| Hong Kong Disneyland                   | Penny´s Bay Line                                              | THALES                | SelTrac RF                    | 2005               | 3    | 2             | Greenfield, UTO                |
| Metro de Lausana                       | M2                                                            | ALSTOM                | Urbalis                       | 2008               | 6    | 17            | Greenfield, UTO                |
| Metro de Pekín                         | Airport Express                                               | ALSTOM                | Urbalis                       | 2008               | 28   | 10            | Greenfield, DTO                |
| Metro de Pekín                         | 2                                                             | ALSTOM                | Urbalis                       | 2008               | 23   | 48            | Brownfield, STO                |
| Metro de Madrid                        | 1, 6                                                          | BOMBARDIER            | CITYFLO 650                   | 2008               | 48   | 143           | Brownfield, STO                |
| Aeropuerto Internacional de Las Vegas  | McCarran Airport APM                                          | BOMBARDIER            | CITYFLO 650                   | 2008               | 2    | 10            | Brownfield, UTO                |
| Aeropuerto de Londres-Heathrow         | Heathrow APM                                                  | BOMBARDIER            | CITYFLO 650                   | 2008               | 1    | 9             | Greenfield, UTO                |
| Metro de Barcelona                     | 9                                                             | SIEMENS               | Trainguard MT CBTC            | 2009               | 46   | 50            | Greenfield, UTO                |
| Metro de Nueva York                    | BMT Canarsie Line                                             | SIEMENS               | Trainguard MT CBTC            | 2009               | 17   | 53            | Brownfield, STO                |
| Washington-Dulles Airport              | Dulles APM                                                    | THALES                | SelTrac RF                    | 2009               | 8    | 29            | Greenfield, UTO                |
| Metro de Shanghai                      | 6, 7, 8, 9                                                    | THALES                | SelTrac                       | 2009               | 135  | 111           | Greenfield and Brownfield      |
| Metro de Taipéi                        | Neihu-Mucha                                                   | BOMBARDIER            | CITYFLO 650                   | 2009               | 26   | 76            | Greenfield and Brownfield, UTO |
| Filadelfia                             | SEPTA Light Rail Green Line                                   | BOMBARDIER            | CITYFLO 650                   | 2010               | 8    | 115           | STO                            |
| Metro de Pekín                         | 4                                                             | THALES                | SelTrac                       | 2010               | 28   | 33            | DTO                            |
| Metro de Cantón                        | Pearl River Line APM                                          | BOMBARDIER            | CITYFLO 650                   | 2010               | 4    | 19            | Greenfield, DTO                |
| Metro de Cantón                        | 3                                                             | THALES                | SelTrac RF                    | 2010               | 67   | 40            | DTO                            |
| Aeropuerto de Londres-Gatwick          | Terminal Transfer APM                                         | BOMBARDIER            | CITYFLO 650                   | 2010               | 1    | 6             | Brownfield, UTO                |
| Metro de París                         | 3, 5                                                          | ANSALDO STS / SIEMENS | Inside RATP´s Ouragan project | 2010, 2013         | 26   | 40            | Brownfield, STO                |
| Metro de Singapur                      | Circle                                                        | ALSTOM                | Urbalis                       | 2009               | 35   | 40            | Greenfield, UTO                |
| Metro de São Paulo                     | 4                                                             | SIEMENS               | Trainguard MT CBTC            | 2010               | 13   | 29            | Greenfield, UTO                |
| Metro de São Paulo                     | 1, 2, 3                                                       | ALSTOM                | Urbalis                       | 2010               | 62   | 142           | Greenfield and Brownfield, DTO |
| Yongin                                 | EverLine ART                                                  | BOMBARDIER            | CITYFLO 650                   | 2011               | 19   | 30            | UTO                            |
| Metro de Shenzhen                      | 3                                                             | BOMBARDIER            | CITYFLO 650                   | 2011               | 42   | 43            | STO                            |
| Metro de Madrid                        | 7 Extension MetroEste                                         | INVENSYS              | SIRIUS                        | 2011               | 9    | ?             | Brownfield, STO                |
| Metro de Dubái                         | Red, Green                                                    | THALES                | SelTrac                       | 2011               | 70   | 85            | Greenfield, UTO                |
| Metro de Seúl                          | Bundang Line                                                  | THALES                | SelTrac                       | 2011               | 17   | 12            | Greenfield, DTO                |
| Metro de Shenyang                      | 1                                                             | ANSALDO STS           | CBTC                          | 2011               | 27   | 23            | Greenfield, STO                |
| Aeropuerto Internacional de Sacramento | Sacramento APM                                                | BOMBARDIER            | CITYFLO 650                   | 2011               | 1    | 2             | Greenfield, UTO                |
| Metro de París                         | 1                                                             | SIEMENS               | Trainguard MT CBTC            | 2011               | 16   | 53            | Brownfield, DTO                |
| Metro de Tianjin                       | 2, 3                                                          | BOMBARDIER            | CITYFLO 650                   | 2012               | 52   | 40            | STO                            |
| Metro de Argel                         | 1                                                             | SIEMENS               | Trainguard MT CBTC            | 2012               | 9    | 14            | Greenfield, STO                |
| Phoenix Sky Harbor Airport             | PHX Sky Train                                                 | BOMBARDIER            | CITYFLO 650                   | 2012               | 3    | 18            | Greenfield, UTO                |
| Riyadh                                 | KAFD Monorail                                                 | BOMBARDIER            | CITYFLO 650                   | 2012               | 4    | 12            | Greenfield, UTO                |
| Metro de Shanghái                      | 11                                                            | THALES                | SelTrac RF                    | 2012               | 50   | 58            | Brownfield and Greenfield      |
| São Paulo CPTM                         | 8, 10, 11                                                     | INVENSYS              | SIRIUS                        | 2012               | 107  | 136           | Brownfield, STO                |
| Metro de la Ciudad de México           |                                                               | ALSTOM                | Urbalis                       | 2012               | 20   | 30            | Greenfield, STO                |
| Metro de París                         | 13                                                            | THALES                | SelTrac RF                    | 2013               | 23   | ?             | STO                            |
| Metro de Pekín                         | 8, 10                                                         | SIEMENS               | Trainguard MT CBTC            | 2013               | 49   | 82            | STO                            |
| Metro de Nanjing                       | 2, 10                                                         | SIEMENS               | Trainguard MT CBTC            | 2013               | 38   | 35            | Greenfield                     |
| Metro de Caracas                       | 1                                                             | INVENSYS              | SIRIUS                        | 2011               | 22   | 48            | Brownfield                     |
| Metro de São Paulo                     | 15                                                            | BOMBARDIER            | CITYFLO 650                   | 2014               | 25   | 54            | Greenfield, UTO                |
| Metro de Salvador                      | 1 y 2                                                         | SIEMENS               | Trainguard MT CBTC            | 2014               | 20   | 40            | STO                            |
| Metro de Estocolmo                     | Red                                                           | ANSALDO STS           | CBTC                          | 2014               | 41   | 30            | Brownfield, STO                |
| Jeddah Airport                         | King Abdulaziz APM                                            | BOMBARDIER            | CITYFLO 650                   | 2014               | 2    | 6             | Greenfield, UTO                |
| Metro de Incheon                       | 2                                                             | THALES                | SelTrac RF                    | 2014               | 29   | 37            | UTO                            |
| Aeropuerto de Múnich                   | Munich Airport T2 APM                                         | BOMBARDIER            | CITYFLO 650                   | 2014               | 1    | 12            | Greenfield, UTO                |
| Metro de Helsinki                      | 1                                                             | SIEMENS               | Trainguard MT CBTC            | 2014               | 35   | ?             | Greenfield and Brownfield, STO |
| Metro de São Paulo                     | 5                                                             | BOMBARDIER            | CITYFLO 650                   | 2015               | 20   | 34            | Brownfield & Greenfield, UTO   |
| Metro de Taipéi                        | Circular                                                      | ANSALDO STS           | CBTC                          | 2015               | 15   | 17            | Greenfield, UTO                |
| Metro de Singapur                      | Downtown                                                      | INVENSYS              | SIRIUS                        | 2016               | 40   | 73            | Greenfield, UTO                |
| Metro de Santiago                      |                                                               | ALSTOM                | Urbalis                       | 2016               | 20   | 42            | Greenfield and Brownfield, DTO |
| Metro de Santiago                      |                                                               | THALES                | SelTrac RF                    | 2017               | 37,3 | 37            | UTO                            |
| Taichung Metro                         | Green                                                         | Alstom                | Urbalis                       | 2017               | 18   | 29            | Greenfield, UTO                |
| Kuala Lumpur MRT                       | Klang Valley MRT                                              | BOMBARDIER            | CITYFLO 650                   | 2017               | 51   | 74            | Greenfield, UTO                |
| Metro de Nueva York                    | IRT Flushing Line                                             | THALES                | SelTrac RF                    | 2017               | 25   | 46            | Brownfield, STO                |
| Metro de Londres                       | SSR Lines: Metropolitan, District, Circle, Hammersmith & City | BOMBARDIER            | CITYFLO 650                   | 2018               | 190  | 334           | Brownfield, STO                |
| Rennes ART                             | B                                                             | SIEMENS               | Trainguard MT CBTC            | 2018               | 12   | 19            | Greenfield, UTO                |
| Copenhagen S-Train                     | All lines                                                     | SIEMENS               | Trainguard MT CBTC            | 2018               | 170  | 136           | Brownfield, STO                |
| Metro de Budapest                      | M2, M4                                                        | SIEMENS               | Trainguard MT CBTC            | ?                  | 17   | 41            |                                |
| Metro de Cantón                        | 4, 5                                                          | SIEMENS               | Trainguard MT CBTC            | ?                  | 70   | ?             |                                |
| Marmaray Lines                         | Commuter Lines                                                | INVENSYS              | SIRIUS                        | ?                  | 77   | ?             | Greenfield, STO                |
| Subte de Buenos Aires                  |                                                               | SIEMENS               | Trainguard MT                 | 2016               | 16.4 | ?             | Brownfield, UTO                |
| Mi Tren Guadalajara                    | 3                                                             | ALSTOM                | Urbalis 400                   | 2020               | 21   | 18            | ATO                            |
| Metro de la Ciudad de México           |                                                               | SIEMENS               | Trainguard MT CBTC            | En Curso           | 18   | 39            | Brownfield, DTO                |
| Metro de Lima y Callao                 | 2                                                             | ANSALDO STS           | CBTC                          | 2023               | 4.5  | 35            |                                |
| Metro de Lima y Callao                 | 4                                                             | ANSALDO STS           | CBTC                          | En Curso           | 8    | 7             |                                |